# Contea di Valencia
La contea di Valencia, in inglese Valencia County, è una contea dello Stato del Nuovo Messico, negli Stati Uniti. La popolazione al censimento del 2000 era di 66 152 abitanti. Il capoluogo di contea è Los Lunas.

## Geografia
La contea si trova nel centro dello Stato. Al confine est si ergono i monti Manzano, a ovest le mesa. Tra i due scorrono i fiumi Rio Puerco e Rio Grande da nord a sud.
La contea è attraversata dal Camino Real de Tierra Adentro.

### Contee confinanti
- Contea di Bernalillo - nord
- Contea di Torrance - est
- Contea di Socorro - sud
- Contea di Cibola - ovest

## Storia
La regione era abitata dai nativi Pueblo. La contea fu istituita in Messico nel 1844 e confermata dal Territorio del Nuovo Messico nel 1852.

## Comuni

### Cities
- Belen
- Rio Communities

### Town
- Peralta

### Villages
- Bosque Farms
- Los Lunas (capoluogo)

### Census-designated places
- Adelino
- Casa Colorada
- Chical
- El Cerro
- El Cerro Mission
- Highland Meadows
- Jarales
- Las Maravillas
- Los Chavez
- Madrone
- Meadow Lake
- Monterey Park
- Pueblitos
- Sausal
- Tomé
- Valencia